# Knud Arne Petersen
Knud Arne Petersen (født 5. august 1862 i København, død 27. juni 1943 i København) var en dansk arkitekt, direktør for forlystelseshaven Tivoli og aktiv inden for Industriforeningen. Nevø til arkitekten Vilhelm Petersen.
Knud Arne Petersen var søn af tegner, senere professor Magnus Petersen og hustru. Han tog præliminæreksamen, gik på Teknisk Skole, var dimittent af sin fader til Kunstakademiet, optaget i september 1878, med afgang i maj 1885. Arne Petersen arbejdede som assistent hos sin onkel Vilhelm Petersen og hos Martin Nyrop.
Fra 1888 var han knyttet til Industriforeningen, først i kassererkontoret, 1909-1914 som inspektør og arkitekt ved bygninger, derefter som foreningens arkitekt ved alle større arbejder indtil 1927. I den egenskab blev han knyttet til de store udstillinger, og han var Danmarks repræsentant i udstillingskomitéerne for Verdensudstillingen i Chicago 1893, udstillingen i Malmø (1896), i Stockholm 1897, Verdensudstillingen i Paris 1900, Verdensudstillingen i Bruxelles 1910 og Den baltiske Udstilling i Malmø (1914), hvor han de fleste gange også hjembragte medaljer. Selv udstillede han også på Charlottenborg Forårsudstilling 1887 og 1889 og på Rådhusudstillingen 1901.
Han var konstitueret sekretær for Kunstindustrimuseets bestyrelse 1890-1894, valgt til Industriforeningens repræsentant i samme bestyrelse 1916, medlem af forretningsudvalget 1920, formand for bestyrelsen. fra 1937 til sin død, redaktør af Architekten fra 1898 til 1906, direktør for Tivoli 1899-1940, derefter medlem af bestyrelsen, medlem af kommissariatet for Malmøudsttillingen 1914. Han modtog Lasenius Kramps Medalje 1915 for assistance ved Håndværkerforeningens 75-års udstilling i Rådhushallen. Han var Ridder af Dannebrog og Dannebrogsmand.
Den ramme, Arne Petersen på Den Nordiske Industri-, Landbrugs- og Kunstudstilling i Kjøbenhavn 1888 havde skabt om forskellige afdelinger, henledte industriens opmærksomhed på ham. Han knyttedes til Industriforeningen. og blev arkitekt for de af denne forening arrangerede udstillinger. I nær forbindelse med udstillingsarbejdet stod Arne Petersens tilknytning til Tivoli, hvor han ikke mindst indlagde sig fortjeneste af belysningen, hans forkærlighed for maurisk arkitektur her skyldtes efter eget sigende, at denne egnede sig særlig godt til belysning, og det samme gælder vel hans kinesiske tårn. Arne Petersen var som udstillingsarkitekt den førende for største delen af sin tid. På dette område var han en ideens mand, der af lette og spinkle materialer forstod at forme noget lyst og festligt og også magtede anlæggets kunst på en udmærket måde. Hvad han ellers byggede hæver sig i kunstnerisk henseende næppe over gennemsnittet. 
Han blev gift den 27. november 1891 med Karen Jürgensen, f. 16. december 1870 i Søllerød, d. 11. juli 1932 i København, datter af proprietær Gunnar Jürgensen og Camilla f. Piper. Han er begravet på Assistens Kirkegård.

## Arbejder
- Hofjuvelerer Carl Michelsens Nürnberghus og andre arrangementer på Den nordiske Udstilling 1888
- De danske afdeling på udstillingen i Verdensudstillingen i Chicago 1893, udstillingen i Malmø (1896), i Stockholm 1897, Verdensudstillingen i Paris 1900 (sammen med Thorvald Bindesbøll) og Verdensudstillingen i Bruxelles 1910, alle arrangeret af Industriforeningen
- Udstilling i Vordingborg 1901 og Horsens 1905
- Jubilæumsdyrskuet i København 1905 og dyrskuerne samme sted 1913, 1930, 1939, 1941 og 1942
- Fiskeriudstilling i København 1912
- I Tivoli bl.a. det kinesiske Tårn (1900), Tivolis Koncertsal (1902, sammen med Richard Bergmann, senere ombygget og udvidet, brændt efter schalburgtage 1944) og Basarbygningen, senere kendt som Nimb  (1909)
- Håndværker- og Industriforeningen på Albani Torv, Odense (1889-90 sammen med Henrik Hagemann, efter konkurrence, nu nedrevet)
- Bethania Kirke, nu LiteraturHaus, Møllegade 7, København (1892, sammen med Henrik Hagemann)
- Karreen Helmerhus, Rådhuspladsen 2-4/Vester Voldgade 10-14/Studiestræde/H.C. Andersens Boulevard 15-17, København (1892-93, sammen med Henrik Hagemann)
- Karreen Ny Christiansborg, H.C. Andersens Boulevard 49/Christians Brygge/Vester Voldgade/Christiansborggade (1906-1908, præmieret)
- Teknisk Skole i Brønderslev (1907)
- Taxa Motorkompagniets garager, Niels Brocksgade, København (1910, nedrevet 1989)
- Klampenborg Væddeløbsbane (1911)
- Arbejdsgivernes Ulykkesforsikring, Polititorvet 14 (1913-14)
- Ombygningen af Industriforeningen, Vesterbrogade 1, bl.a. den nye, store foredragssal og de nu forsvundne udstillingshaller (1922-1924, nedrevet).

## Projekter
- Kunstmuseum (1885)
- Forlag til Kunstindustrimuseum ved Industribygningen (1891)
- Ting og arresthus i Århus (1902, 2. præmie)
- Desuden møbler, sølvtøj (tegning hos A. Michelsen), enkelte grafiske arbejder.